# Station Sceaux
Sceaux is een station gelegen in de Franse gemeente Sceaux en departement van Hauts-de-Seine.

## Het station
Sceaux is onderdeel van het RER-netwerk (Lijn B) en is eigendom van het Parijse vervoersbedrijf RATP. Het station telt twee sporen en twee perrons.

## Overstapmogelijkheid
Er is een overstap mogelijk tussen RER en een aantal buslijnen.
- Paladin
  - één buslijn

- e-Zybus
  - twee buslijnen

## Vorig en volgend station
| Richting    | Vorig station      | Lijn  | Volgend station | Richting                                             |
| ----------- | ------------------ | ----- | --------------- | ---------------------------------------------------- |
| Robinson B2 | Fontenay-aux-Roses | RER B | Bourg-la-Reine  | Aéroport Charles de Gaulle 2 TGV B3 Mitry - Claye B5 |